# Ganze Zahl

Die ganzen Zahlen (ℤ) sind Teil der rationalen Zahlen (ℚ), die wiederum Teil der reellen Zahlen (ℝ) sind. Sie selber beinhalten die natürlichen Zahlen (ℕ).

Die ganzen Zahlen (auch Ganzzahlen, lateinisch numeri integri) sind eine Erweiterung der natürlichen Zahlen.
Die ganzen Zahlen umfassen alle Zahlen
…, −3, −2, −1, 0, 1, 2, 3, …
und enthalten damit alle natürlichen Zahlen {\displaystyle \mathbb {N} _{0}} sowie deren additive Inverse. Die Menge der ganzen Zahlen wird meist mit dem Buchstaben mit Doppelstrich {\displaystyle \mathbb {Z} } bezeichnet (das „Z“ steht für das deutsche Wort „Zahlen“). Das alternative Symbol {\displaystyle \mathbf {Z} } ist mittlerweile weniger verbreitet; ein Nachteil dieses Fettdruck-Symbols ist die schwierige handschriftliche Darstellbarkeit. Der Unicode des Zeichens lautet U+2124 und hat die Gestalt ℤ.
Die obige Aufzählung der ganzen Zahlen gibt auch gleichzeitig in aufsteigender Folge deren natürliche Anordnung wieder. Die Zahlentheorie ist der Zweig der Mathematik, der sich mit Eigenschaften der ganzen Zahlen beschäftigt.
Die Repräsentation ganzer Zahlen im Computer erfolgt üblicherweise durch den Datentyp Integer.
Die ganzen Zahlen werden im Mathematikunterricht üblicherweise in der fünften bis siebten Klasse eingeführt.

## Eigenschaften

### Ring
Die ganzen Zahlen bilden einen Ring bezüglich der Addition und der Multiplikation, d. h., sie können ohne Einschränkung addiert, subtrahiert und multipliziert werden. Dabei gelten Rechenregeln wie das Kommutativgesetz und das Assoziativgesetz für Addition und Multiplikation, außerdem gelten die Distributivgesetze.
Durch die Existenz der Subtraktion können lineare Gleichungen der Form
{\displaystyle a+x=b}
mit natürlichen Zahlen {\displaystyle a} und {\displaystyle b} stets gelöst werden: {\displaystyle x=b-a}. Beschränkt man {\displaystyle x} auf die Menge der natürlichen Zahlen, dann ist nicht jede solche Gleichung lösbar.
Abstrakt ausgedrückt heißt das, die ganzen Zahlen bilden einen kommutativen unitären Ring. Das neutrale Element der Addition ist 0, das additiv inverse Element von {\displaystyle n} ist {\displaystyle -n}, das neutrale Element der Multiplikation ist 1.

### Anordnung
Die Menge der ganzen Zahlen ist total geordnet, in der Reihenfolge
{\displaystyle \cdots <-2<-1<0<1<2<\cdots } .
D. h., man kann je zwei ganze Zahlen vergleichen. Man spricht von
| positiven {\displaystyle \{1,2,3,\ldots \}} | {\displaystyle [=\mathbb {N} ]},     |  | nichtnegativen {\displaystyle \{0,1,2,3,\ldots \}} | {\displaystyle [=\mathbb {N} _{0}]}, |
| negativen {\displaystyle \{\ldots ,-2,-1\}} | {\displaystyle [=-\mathbb {N} ]} und |  | nichtpositiven {\displaystyle \{\ldots ,-2,-1,0\}} | {\displaystyle [=-\mathbb {N} _{0}]} |

ganzen Zahlen. Die Zahl 0 selbst ist weder positiv noch negativ. Diese Ordnung ist verträglich mit den Rechenoperationen, d. h.:
Ist {\displaystyle a<b} und {\displaystyle c\leq d}, dann ist {\displaystyle a+c<b+d}.
Ist {\displaystyle a<b} und {\displaystyle 0<c}, dann ist {\displaystyle ac<bc}.
Mithilfe der Anordnung lassen sich die Vorzeichenfunktion
{\displaystyle \operatorname {sgn}(x):={\begin{cases}-1&{\text{falls }}\quad x<0\\~~\,0&{\text{falls }}\quad x=0\\~~\,1&{\text{falls }}\quad x>0\end{cases}}}
und die Betragsfunktion
{\displaystyle |x|=\operatorname {abs} (x):={\begin{cases}~~\,x&{\text{falls }}\quad x\geq 0\\-x&{\text{falls }}\quad x<0\end{cases}}}
definieren. Sie hängen wie folgt
{\displaystyle x=\operatorname {sgn}(x)\,|x|}
zusammen.

### Mächtigkeit
Wie die Menge der natürlichen Zahlen ist auch die Menge der ganzen Zahlen abzählbar.
Die ganzen Zahlen bilden keinen Körper, denn z. B. ist die Gleichung {\displaystyle 2x=1} nicht in {\displaystyle \mathbb {Z} } lösbar. Der kleinste Körper, der {\displaystyle \mathbb {Z} } enthält, sind die rationalen Zahlen {\displaystyle \mathbb {Q} }.

### Euklidischer Ring
Eine wichtige Eigenschaft der ganzen Zahlen ist die Existenz einer Division mit Rest. Aufgrund dieser Eigenschaft gibt es für zwei ganze Zahlen stets einen größten gemeinsamen Teiler, den man mit dem Euklidischen Algorithmus bestimmen kann. In der Mathematik wird {\displaystyle \mathbb {Z} } als euklidischer Ring bezeichnet. Hieraus folgt auch der Satz von der eindeutigen Primfaktorzerlegung in {\displaystyle \mathbb {Z} }.

## Konstruktion aus den natürlichen Zahlen
Ist die Menge der natürlichen Zahlen gegeben, dann lassen sich die ganzen Zahlen daraus als Zahlbereichserweiterung konstruieren:
Auf der Menge {\displaystyle \mathbb {N} _{0}\times \mathbb {N} _{0}} aller Paare natürlicher Zahlen wird folgende Äquivalenzrelation definiert:
{\displaystyle (a,b)\sim (c,d)}, falls {\displaystyle a+d=c+b}
Die Addition und Multiplikation auf {\displaystyle \mathbb {N} _{0}\times \mathbb {N} _{0}} wird definiert durch:
{\displaystyle {\begin{aligned}(a,b)+(c,d)&=(a+c,b+d)\\(a,b)\cdot (c,d)&=(ac+bd,ad+bc)\end{aligned}}}
{\displaystyle \mathbb {Z} =\mathbb {N} _{0}\times \mathbb {N} _{0}\,/\!\sim } ist nun die Menge aller Äquivalenzklassen.
Die Addition und Multiplikation der Paare induzieren nun wohldefinierte Verknüpfungen auf {\displaystyle \mathbb {Z} }, mit denen {\displaystyle \mathbb {Z} } zu einem Ring wird.
Die übliche Ordnung der ganzen Zahlen ist definiert als
{\displaystyle (a,b)<(c,d)} falls {\displaystyle a+d<c+b}.
Jede Äquivalenzklasse {\displaystyle (a,b)} hat im Fall {\displaystyle a\geq b} einen eindeutigen Repräsentanten der Form {\displaystyle (n,0)}, wobei {\displaystyle n=a-b}, und im Fall {\displaystyle a<b} einen eindeutigen Repräsentanten der Form {\displaystyle (0,n)}, wobei {\displaystyle n=b-a}.
Die natürlichen Zahlen lassen sich in den Ring der ganzen Zahlen einbetten, indem die natürliche Zahl {\displaystyle n} auf die durch {\displaystyle (n,0)} repräsentierte Äquivalenzklasse abgebildet wird. Üblicherweise werden die natürlichen Zahlen mit ihren Bildern {\displaystyle (n,0)} identifiziert und die durch {\displaystyle (0,n)} repräsentierte Äquivalenzklasse wird mit {\displaystyle -n} bezeichnet.
Ist {\displaystyle n} eine von {\displaystyle 0} verschiedene natürliche Zahl, so wird die durch {\displaystyle (n,0)} repräsentierte Äquivalenzklasse als positive ganze Zahl und die durch {\displaystyle (0,n)} repräsentierte Äquivalenzklasse als negative ganze Zahl bezeichnet.
Diese Konstruktion der ganzen Zahlen aus den natürlichen Zahlen funktioniert auch dann, wenn statt {\displaystyle \mathbb {N} _{0}} die Menge {\displaystyle \mathbb {N} }, also ohne {\displaystyle 0}, als Ausgangsmenge genommen wird. Dann ist die natürliche Zahl {\displaystyle n} in der Äquivalenzklasse von {\displaystyle (n+1,\ 1)} und die {\displaystyle 0} in der von {\displaystyle (1,\ 1)}.

## Verwandte Themen
- Eine ähnliche Konstruktion wie die Konstruktion der ganzen Zahlen aus den natürlichen Zahlen ist allgemein für kommutative Halbgruppen möglich. In diesem Sinn ist {\displaystyle \mathbb {Z} } die Grothendieck-Gruppe von {\displaystyle \mathbb {N} }.
- Die gaußschen Zahlen und die Eisenstein-Zahlen sind zwei verschiedene Erweiterungen der ganzen Zahlen zu Mengen komplexer Zahlen.
- Die proendliche Vervollständigung der Gruppe {\displaystyle \mathbb {Z} } der ganzen Zahlen wird gebildet als (projektiver oder) inverser Limes aller endlichen Faktorgruppen von {\displaystyle \mathbb {Z} } und stellt die Gesamtheit der proendlichen ganzen Zahlen dar. Sie ist unter dem Symbol {\displaystyle {\widehat {\mathbb {Z} }}} bekannt.